# Emílio Augusto Goeldi
Emílio Augusto Goeldi o Göldi (Emil August Goeldi) (Ennetbühl, Saint-Gall, 28 d'agost de 1859 — Berna, 5 de juliol de 1917) fou un metge, naturalista i zoòleg suís-brasiler.

## Biografia
Va estudiar a la Universitat de Nàpols i després es va doctorar a la Universitat de Jena, a Alemanya sota la direcció del biòleg Ernst Haeckel. Convidat per l'emperador Pere II, va arribar a Brasil l'any 1884 per treballar en el Museu Nacional de Brasil a Rio de Janeiro, en el qual va exercir fins a 1890.
Va treballar posteriorment en el Museu Paraense (que després s'anomenaria en honor seu Museu Paraense Emílio Goeldi) a Belém, atenent la invitació del governador de Pará, Lauro Sodré; allí va romandre des de 1894 fins a 1907.
L'any 1908, va ser nomenat professor de Zoologia de la Universitat de Berna.
En els seus treballs pioners, Goeldi va ser ajudat per diversos altres investigadors, com el botànic suís Jacques Huber (1867-1914), la zoòloga Emilia Snethlage (1868-1929), els geòlegs Katzer i Kraatz, i Adolpho Ducke (1876-1959), etnògraf i botànic.
El seu treball va ser molt ampli, però es destaquen els seus estudis sobre els vertebrats i sobre els insectes paràsits o nocius, com les fil·loxeres i a més publica el llibre American Vines en el qual va advocar per plantar els peus de les vinyes americanes.
Entre les seves obres es destaquen As Aves do Brasil, publicada entre 1894 i 1900 i que va ser completada per un atles entre 1900 i 1906. La seva obra sobre les aus de l'Amazònia, Die Vogelwelt des Amazonensstromes, va aparèixer l'any 1901.
Goeldi és molt reconegut com una figura mèdica en salut pública i en epidemiologia de Brasil, a causa dels seus precoços estudis del mecanisme de transmissió de la febre groga i entenent la importància de lluitar amb el mosquit vector de la malaltia, diversos anys abans que Oswaldo Cruz treballés en aquest tema.
Fou el pare d'Oswaldo Goeldi, un notable gravador i il·lustrador brasiler.

## Algunes publicacions
- e.a. Goeldi. 1886. Bericht über zwei ältere, unbekannt gebliebene illustrierte Manuskripte portugiesisch-brasilianischer Naturforscher. I. Die zoologischen Zeichnungen von Alexander Rodriguez Ferreira. II. Die zoologischen Zeichnungen von Arruda da Camara. Zoologische Jahrbücher, Jena, 2, 175-184

- -------------. 1892. Zur Orientierung in der Spinnenfauna Brasiliens. Mitteilungen aus dem Osterlande (Neue Folge), 5, 200-248

- -------------. 1897. A lenda amazônica do "cauré". Bol. Mus. Paraense, 2, 430-441

- -------------. 1897. On the nesting of Cassicus persicus, Cassidrix oryzivora, Gymnomystax melanicterus and Todirostrum maculatum. Ibis, 7 (3), 361-370

- -------------. 1898, 1897. A lenda amazônica do "cauré". Bol. Mus. Paraense, 2, 430-441

- -------------. 1900. Sobre a nidificação do Cassicus persicus (japim), do Cassidix oryzivora (graúna), do Gymnomystax melanicterus (aritauá) e do Todirostrum maculatum (ferreirinho). Bol. Mus. Para. Hist. Nat. Ethnogr., (Mus. Para.) 3, 203-210

- -------------. 1904. Against the destruction of white herons and red ibises on the lower Amazon, especially on the Island of Marajó. 2ª ed. Belém: Pará

- -------------. 1905. Myrmecologische Mitteilung das Wachsen des Pilzgartens von Atta cephalotes betreffend. Art. presentado al C.r. 6th Congr. Int. Zool. Berna

- -------------. 1905. Beobachtungen über die erste Anlage einer neuen Kolonie von Atta cephalotes. Art. presentado al C.r. 6th Congr. Int. Zool. Berna

- -------------. 1905. Os mosquitos do Pará. Reunião de quatro trabalhos sobre os mosquitos indígenas, principalmente as espécies que molestam o homem. Mem. Museu E. Goeldi, 4, 1-152

- -------------. 1908, 1909. Microtrogon novo nome genérico proposto para Trogon ramonianus Des Murs. Bol. Mus. Para. Hist. Nat. Ethnogr. (Mus. Pará), 5 (1), 92-95

- -------------. 1911. Der Ameisenstaat, seine Entstehung und seine Einrichtung, die Organisation der Arbeit und die Naturwunder seines Haushaltes. Leipzig & Berlin: Teubner

## Honors

### Eponimia
- Refugi Emilio Goeldi, Antàrtida

George Albert Boulenger, va nomenar en el seu honor l'espècie d'amfibis Flectonotus goeldii i Oldfield Thomas, als titís Callimico goeldii .
També
- Acropyga goeldii, Camponotus goeldii, Asteca goeldii, Pachycondyla goeldii, Crematogaster torosa goeldii, Mycocepurus goeldii, Procryptocerus goeldii, Acanthoponera goeldii, Brachymyrmex goeldii, Dorymyrmex goeldii dubius, Paratrechina goeldii, Megalomyrmex goeldii, Myrmelachista goeldii, Neivamyrmex goeldii, Solenopsis goeldii, Pheidole goeldii, Cephalotes goeldii, totes les espècies de Sud-amèrica de formigues descrites per Forel
- Protambulyx goeldii, arna
- Dubioniscus goeldii
- Megalelosia goeldii, granota
- Trichomycterus goeldii, peix gat
- Cynopotamus goeldii, peix Characidae
- Duopalatinus goeldii, peix d'aigua dolça Pimelodidae
- Hemiodopsis goeldii, un altre peix
- Cheirocerus goeldii, peix gat
- Simulium goeldii, mosca negra de la selva amazónica
- (Araceae) Philodendron goeldii G.M.Barroso[1] planta
- (Thelypteridaceae) Goniopteris goeldii (C.Chr.)[2] planta

## Abreviatura
L'abreviatura Goeldi es fa servir per indicar  Emílio Augusto Goeldi com autoritat en la descripció i taxonomia dins la zoologia.

### Font
- kraig Adler. 1989. Contributions to the History of Herpetology, Society for the study of amphibians and reptiles

- t. Struder. 1917. Professor Dr. Emil August Goeldi (1859–1917). Verhandlungen der schweizerischen naturforschenden Gesellschaft, Zürich 1917, 36-59

- n. Papavero. 1973. Essays on the history of Neotropical dipterology, with special reference to collectors (1750-1905). São Paulo: Museu de Zoologia, Universidade de São Paulo

- o.r. Cunha. 1983. Emílio Augusto Goeldi (1859–1917). Ciência i Cultura, 35 (12), 1965–1972